# 包包和箱包博物馆
箱包博物馆（荷蘭語：Tassenmuseum Amsterdam），位於荷蘭阿姆斯特丹市中心的一家博物館。為歐洲唯一的一家以皮包为主題的博物館，館藏約有四千多款皮包，包含：皮夾、行李箱、腰側包、手提包、肩包、晚宴包、書包等，而最老的男用羊皮製錢包歷史甚至可追溯至五百年前。
這座博物館的參觀旅客大多是女性。

## 館史
1996年，阿姆斯特爾芬的古董商，亨德里克‧伊芙（Hendrikje Ivo），在英格蘭買下了1820年於德國製作的皮製手提包—鑲嵌有珍珠母的古董龜甲袋。亨德里克耶對於發掘這個龜甲袋的歷史充滿了興趣，這也激發了她收藏手提包的熱情。在此之前，她已經收藏了超過300個包。她很快決定將一部分藏品公開展出。最初，博物館被設立在阿姆斯特爾芬郊外住宅的兩間房內。但是，隨著藏品增多，伊芙夫婦尋找了一個新的地點。自從2007年7月，博物館正式坐落於阿姆斯特丹最有名氣的紳士運河旁一座17世紀貴族的住宅內。今天，包包和箱包博物館已經成為了一個重要的機構。它會永久性的展出核心展品和不定期展出多數出自荷蘭籍設計師的作品。

## 藏品
博物館的典藏品中，早期的手提包很小，通常用於裝硬幣、鑰匙以及針線包。為了避免引起小偷注意，男人和女人都將其放入衣服内攜帶。隨著男士有口袋長褲的發展以及晚禮服變得更合身，精美裝飾的手提包逐漸變成了女性隨身物品。18世紀工業革命期间，科技進步及鐵路旅行進入中產階級的生活，手提包尺寸變得更大，材質通常是用耐磨的皮質製成。品牌包在1950開始嶄露頭角，香奈兒的絎縫錢包和愛馬仕的凱莉包就成了收藏品的縮影。

## 展覽
除了永久性的館藏品外，該博物館也會有其他不同主題的展覽。

## 外部連結
- https://web.archive.org/web/20070523214219/http://www.tassenmuseum.nl/
- http://www.dutchamsterdam.nl/296-amsterdam-museum-bags-purses （页面存档备份，存于）